# Corrente elettrica

Rappresentazione del moto di cariche elettriche positive (+) o negative (-) (tipicamente elettroni) in un conduttore. Inizialmente (convenzionalmente) si pensava che gli elettroni fossero di carica positiva, ma poi si scopri che avevano una carica negativa, nelle applicazioni elettriche si superò l'enpasse cambiando il paradigma dall'indicazione della polarità elettrica al potenziale elettrico. La freccia grande e rossa indica il flusso del campo elettrico

La corrente elettrica, in fisica ed elettrotecnica, indica lo spostamento complessivo delle cariche elettriche, cioè un qualsiasi moto ordinato definito operativamente come la quantità di carica elettrica che attraversa una determinata superficie nell'unità di tempo.

## Descrizione

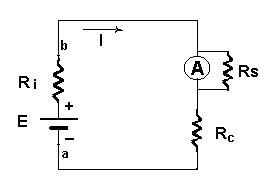
Schema di un circuito elettrico in cui è inserito un amperometro (A) per la misurazione della corrente che circola in un ramo del circuito.

Con la corrente elettrica ci si riferisce solitamente a cariche negative, gli elettroni, che "scorrono" in conduttori solidi, solitamente metallici. Ma in altri casi si verifica uno spostamento di carica positiva, come ad esempio ioni positivi di soluzioni elettrolitiche. Per ragioni storiche, sia dal momento che la direzione del flusso delle cariche dipende dal fatto che esse siano positive o negative, si definisce convenzionalmente il verso della corrente come la direzione del flusso dal punto di potenziale maggiore al punto dal potenziale minore. Tale convenzione si deve a Benjamin Franklin. Nelle applicazioni pratiche, comunque, il verso della corrente è importante per il corretto funzionamento dei circuiti elettronici, mentre ha una importanza minore nei circuiti elettrici.
L'intensità di corrente elettrica, indicata col simbolo {\displaystyle I} (una I maiuscola), è assunta come grandezza fondamentale nel sistema internazionale (SI). La sua unità di misura è l'ampere (A), e da essa si ricava l'unità di misura della carica elettrica, il coulomb, che corrisponde alla quantità di carica trasportata da una corrente con intensità pari ad 1 ampere nell'unità di tempo di 1 secondo (1 C = 1 A•s). È chiamata così in onore del fisico André-Marie Ampère.
L'intensità della corrente elettrica viene generalmente misurata con l'amperometro, ma per fare questo concorrono due metodi differenti: un metodo richiede l'interruzione del circuito, che talvolta può essere un inconveniente, mentre l'altro metodo è molto meno invasivo ed utilizza il rilevamento del campo magnetico generato dal flusso della corrente, ma in questo caso è necessaria una certa quantità di campo, che non sempre è presente in alcuni circuiti a bassa potenza. Gli strumenti usati per quest'ultimo metodo comprendono i sensori a effetto di Hall o morsetti e spire di Rogowski.
La corrente elettrica costituisce una grandezza fisica di fondamentale importanza nella tecnologia legata alla teoria dei circuiti, all'elettrotecnica ed all'elettronica, avendo un grande numero di applicazioni come ad esempio il trasporto di energia elettrica oppure di informazioni tramite segnali (ad esempio nelle comunicazioni).

### Conduzione elettrica
Una corrente elettrica per fluire necessita di un conduttore elettrico, ossia un mezzo in cui è possibile il movimento delle cariche. I conduttori sono formati da un reticolo di cationi in cui è possibile il movimento degli elettroni. In base al conduttore è possibile determinare una densità di carica {\displaystyle \rho } definita come la quantità di carica per ogni unità di volume. Per calcolare il valore della densità di carica è necessario conoscere la carica dell'elettrone {\displaystyle e} e il numero di elettroni per unità di volume {\displaystyle n}. Considerata la densità del conduttore {\displaystyle d}, la massa molare degli elettroni {\displaystyle M_{e}} e il numero di elettroni per mole {\displaystyle N_{A}} si ottiene:
{\displaystyle \rho =e\,n=e\,{N_{A}d \over M_{e}}}
In elettrotecnica uno dei materiali conduttori più utilizzati è il rame che ha una densità di carica {\displaystyle \rho _{\mathrm {Cu} }=13,6\,\mathrm {C/mm^{3}} }, un ordine di grandezza comune a tutti i materiali conduttori.
Nei conduttori il moto degli elettroni è casuale pertanto se non agisce alcun campo elettrico la loro velocità media è nulla, viceversa la presenza di un campo elettrico genera tra due punti del conduttore una differenza di potenziale che induce gli elettroni a muoversi al fine di annullare la tensione e ristabilire l'equilibrio dando così origine a una corrente elettrica. Se al conduttore viene applicato un dispositivo in grado di mantenere una differenza di potenziale (generatore di tensione) allora il potenziale prende il nome di forza elettromotrice.
In un solido conduttore gli atomi che lo compongono rilasciano degli elettroni di conduzione. Gli elettroni di conduzione sono delocalizzati nel solido e il cui numero è specifico del conduttore considerato, ma può subire piccole variazioni determinate dalla temperatura del solido. A causa del principio di esclusione di Pauli gli elettroni non possono avere tutti la stessa energia, quindi anche allo zero assoluto alcuni elettroni hanno un'energia cinetica il cui livello massimo è detto energia di Fermi. L'energia di Fermi come l'energia cinetica del più alto livello occupato nello stato fondamentale degli elettroni di conduzione. La velocità del moto casuale degli elettroni dipende dall'energia di Fermi {\displaystyle E_{F}} dell'elettrone di massa {\displaystyle m_{e}} attraverso la relazione:
{\displaystyle v_{F}={\sqrt {2E_{F} \over m_{e}}}}
Nel rame l'energia di Fermi ha un valore di {\displaystyle E_{F_{\mathrm {Cu} }}=7,03\,\mathrm {eV} } e quindi la velocità di Fermi di {\displaystyle v_{F_{\mathrm {Cu} }}=1,57\times 10^{6}\mathrm {m/s} }.

## Grandezze fisiche
Una corrente è caratterizzata dall'interazione tra le cariche elettriche presenti nel mezzo conduttore e il campo elettrico. Il movimento di queste cariche è caratterizzato dalla velocità di deriva, una velocità costante e proporzionale al campo elettrico, con cui ne condivide la direzione, ma non il verso che invece dipende dal segno della carica. Dalla velocità di deriva dipendono altre due grandezze: l'intensità di corrente e la densità di corrente. L'intensità di corrente è la quantità carica che attraversa una superficie in un certo periodo di tempo mentre la densità di corrente è il vettore che rappresenta la corrente elettrica che attraversa perpendicolarmente una superficie.

### Velocità di deriva

Rappresentazione del moto caotico di una carica elettrica negativa (tipicamente un elettrone) in un conduttore. La freccia rossa indica il vettore del campo elettrico mentre quella nera la velocità di deriva della carica, in questo caso con verso opposto rispetto a quello del campo.

In una corrente su cui agisce un campo elettrico {\displaystyle {\vec {E}}} il moto degli elettroni è caratterizzato da una velocità di deriva {\displaystyle {\vec {v}}_{d}}, ovvero la media delle velocità dei singoli elettroni lungo la direzione del campo. Su ogni carica {\displaystyle e} della corrente agisce una forza {\displaystyle {\vec {F}}=e{\vec {E}}} che per il secondo principio della dinamica imprime su ogni carica di massa {\displaystyle m} un'accelerazione {\displaystyle {\vec {a}}=e{\vec {E}}/m}.
La velocità di deriva delle cariche però assume un valore costante linearmente dipendente dal campo elettrico, pertanto l'accelerazione non può essere considerata continua. Il moto uniformemente accelerato delle cariche infatti è costantemente interrotto dagli urti che avvengono tra gli elettroni e gli ioni del conduttore e che quindi permettono al flusso di mantenere una velocità costante. Considerata una carica della corrente in movimento è possibile definire un tempo {\displaystyle \tau } come la durata del moto di una carica tra due urti successivi. Il valore di {\displaystyle \tau } dipende dal cammino libero medio e dalla velocità di Fermi. Definita la mobilità elettrica come {\displaystyle \mu =e\tau /m_{e}} è possibile esprimere velocità di deriva di una carica attraverso la relazione:
{\displaystyle {\vec {v}}_{d}=\mu {\vec {E}}}
La velocità di deriva di una corrente a 8 A in un cavo di rame di sezione 4 mm² è di circa {\displaystyle v_{d}=0,147\,\mathrm {mm/s} }. La velocità di deriva, quindi la velocità della corrente, è dieci miliardi di volte inferiore alla velocità del moto caotico dell'elettrone.

### Intensità di corrente

Rappresentazione di una corrente di elettroni in un conduttore. Oltre al vettore del campo elettrico sono indicati il vettore della superficie orientata e la quantità di cariche che hanno attraversato la superficie nel tempo

Nel sistema internazionale di unità di misura l'intensità di corrente è una delle sette grandezze fisiche fondamentali, solitamente indicata con i simboli {\displaystyle i} o {\displaystyle I} (dall'iniziale del termine francese: Intensité du courant) la sua unità di misura è l'ampere: {\displaystyle {\textrm {A}}}. Sia {\displaystyle \Delta q} la quantità di carica che attraversa una superficie interna a un conduttore in un tempo {\displaystyle \Delta t}, allora l'intensità di corrente è definita dalla relazione:
{\displaystyle i=\lim _{\Delta t\to 0}{\Delta q \over \Delta t}={dq \over dt}}
L'intensità di corrente è una grandezza scalare il cui verso è determinato dal segno della carica in movimento.
Considerata una superficie interna al conduttore infinitesima e orientata {\displaystyle d{\vec {S}}} il cui versore normale forma un angolo {\displaystyle \theta } con il campo elettrico {\displaystyle {\vec {E}}}, allora la superficie forma il medesimo angolo con la velocità di deriva {\displaystyle {\vec {v}}_{d}=\mu {\vec {E}}}. In un intervallo di tempo infinitesimo le cariche percorrono uno spazio {\displaystyle d{\vec {l}}={\vec {v}}_{d}dt}, di conseguenza la quantità di carica che attraversa la superficie corrisponde a quella contenuta nel volume {\displaystyle dV} dato dal prodotto scalare tra {\displaystyle d{\vec {S}}} e {\displaystyle d{\vec {l}}}. Dalla definizione di densità di carica segue che la quantità di carica è {\displaystyle dq=\rho \,dV}. Per definizione di intensità di corrente si ottiene:
{\displaystyle di=\rho \,{\vec {v}}_{d}\cdot \,d{\vec {S}}=\rho \,v_{d}\,dS\cos \theta }
La corrente elettrica per l'alimentazione (trasformazioni di energia) viene prodotta almeno in due possibili modalità:
1 - corrente continua (CC), che presenta tensione e intensità sempre costante nel tempo ed ha un unico verso di percorrenza con una specifica polarità +/- assegnata (ad esempio, le batterie o le pile).
2 - corrente alternata (CA), che presenta tensione e intensità periodicamente variabile nel tempo ed ha due versi di percorrenza alternati, ovvero cambia verso di percorrenza in base ad una frequenza prestabilita (ad esempio la fornitura elettrica energetica civile da 230V a 50 Hz).

### Densità di corrente elettrica

Rappresentazione di una corrente di elettroni in un conduttore. Sono indicate la densità di carica e la densità di corrente con direzione e verso del vettore campo elettrico indicato dalla freccia rossa.

In elettromagnetismo la densità di corrente elettrica è il vettore il cui flusso attraverso una superficie corrisponde alla corrente elettrica che attraversa tale superficie. Solitamente indicata con {\displaystyle {\vec {j}}}, è misurata secondo il sistema internazionale di unità di misura in ampere al metro quadrato: {\displaystyle {\textrm {A}}/{\textrm {m}}^{2}}. Considerata la densità di carica e la velocità di deriva di una corrente, allora la densità di corrente è definita dal vettore:
{\displaystyle {\vec {j}}=\rho \,{\vec {v}}_{d}}
La densità di corrente ha la stessa direzione della velocità di deriva delle cariche e verso che dipende dalla carica del portatore stesso: concorde con la velocità di deriva nel caso di carica positiva, discorde nel caso di carica negativa. Essendo legato alla velocità di deriva allora anche il vettore della densità di corrente è direttamente proporzionale al campo elettrico mediante un fattore conduttività elettrica indicato con {\displaystyle \sigma }. Sostituendo la velocità di deriva si ottiene:
{\displaystyle {\vec {j}}=\rho \mu {\vec {E}}=\sigma {\vec {E}}}
Sostituendo alla conduttività elettrica il suo reciproco, ovvero la resistività elettrica, si ottiene la formulazione moderna della legge di Ohm.
La corrente elettrica attraverso una superficie orientata {\displaystyle {\vec {S}}} (per esempio attraverso la sezione di un conduttore) è il flusso attraverso la superficie della densità di corrente elettrica: dove il vettore superficie ha per modulo la superficie e per versore quello normale della superficie. Dalla definizione di densità di corrente è possibile riscrivere l'espressione dell'intensità di corrente come {\displaystyle di={\vec {j}}\cdot d{\vec {S}}}, ne segue che l'intensità di corrente è data dal flusso del vettore densità di corrente attraverso la superficie orientata {\displaystyle {\vec {S}}}:
{\displaystyle i=\int _{S}{\vec {j}}\cdot d{\vec {S}}=\Phi _{S}({\vec {j}})}
Dalla definizione di intensità di corrente è anche possibile ricavare la carica elettrica totale {\displaystyle q} che fluisce attraverso la superficie {\displaystyle S} nell'intervallo di tempo {\displaystyle t}:
{\displaystyle q=\int _{0}^{t}\int _{S}{\vec {j}}\cdot d{\vec {S}}\,dt}

#### Legge di conservazione della carica elettrica
La legge di conservazione della carica elettrica è rappresentata dall'equazione di continuità per la carica elettrica, ed afferma che la carica che fluisce attraverso una superficie chiusa {\displaystyle S} è la stessa quantità di carica che entra o esce dal volume {\displaystyle V} delimitato dalla superficie {\displaystyle S}. La quantità di carica che entra o esce dal volume {\displaystyle V} è fornita dalla derivata temporale dell'integrale su tutto {\displaystyle V} della densità di carica {\displaystyle \rho }, e la legge di conservazione si esprime quindi dicendo che il flusso {\displaystyle \Phi _{S}({\vec {j}})} della densità di corrente elettrica attraverso la superficie chiusa {\displaystyle S} è pari a:
{\displaystyle \Phi _{S}({\vec {j}})=-{\frac {\partial }{\partial t}}\int _{V}\rho \,dV}
considerato che:
{\displaystyle \Phi _{S}({\vec {j}})=\int _{S}{\vec {j}}\cdot d{\vec {S}}}
allora utilizzando il teorema della divergenza si ottiene:
{\displaystyle \Phi _{S}({\vec {j}})=\int _{S}{\vec {j}}\cdot d{\vec {S}}=\int _{V}\mathbf {\nabla } \cdot {\vec {j}}\,dV=-{\frac {\partial }{\partial t}}\int _{V}\rho \,dV}
da cui:
{\displaystyle \int _{V}\left(\mathbf {\nabla } \cdot {\vec {j}}+{\frac {\partial \rho }{\partial t}}\right)\,dV=0}
Uguagliando gli integrandi si ottiene così l'equazione di continuità per la carica elettrica in forma locale:
{\displaystyle \mathbf {\nabla } \cdot {\vec {j}}+{\frac {\partial \rho }{\partial t}}=0}
Nel caso stazionario la carica si conserva nel tempo:
{\displaystyle {\frac {\partial \rho }{\partial t}}=0}
e questo implica:
{\displaystyle \mathbf {\nabla } \cdot {\vec {j}}=0}
In regime stazionario, quindi, il vettore densità di corrente costituisce un campo vettoriale solenoidale. Dal punto di vista fisico questo significa che il flusso della densità di corrente è costante, e quindi la corrente elettrica attraverso una qualunque sezione del conduttore è sempre la stessa, indipendentemente dalla sezione considerata. Questo fatto va sotto il nome di prima delle leggi di Kirchhoff.

## Quadricorrente elettrica
In elettrodinamica, la quadricorrente è un quadrivettore definito come:
{\displaystyle j^{\alpha }=\left(\rho c,{\vec {j}}\right)=\left(\rho c,j_{x},j_{y},j_{z}\right)}
dove {\displaystyle c} è la velocità della luce, {\displaystyle \rho } la densità di carica elettrica e il suo prodotto per la velocità {\displaystyle {\vec {j}}=\rho {\vec {v}}_{d}} la densità di corrente, mentre {\displaystyle \alpha } denota le dimensioni spaziotemporali.
La quadricorrente può essere espressa in funzione della quadrivelocità {\displaystyle v^{\alpha }} come:
{\displaystyle J^{\alpha }=\rho _{0}v^{\alpha }=\rho {\sqrt {1-{\frac {v^{2}}{c^{2}}}}}v^{\alpha }}
dove la densità di carica {\displaystyle \rho } è misurata da un osservatore fermo che vede muoversi la corrente, mentre {\displaystyle \rho _{0}} è misurata da un osservatore posto nel sistema di riferimento in moto delle cariche, che si muove ad una velocità {\displaystyle v=\|\mathbf {v} \|} pari alla norma della componente spaziale di {\displaystyle v^{\alpha }}.
In relatività speciale la legge di conservazione della carica, che nel limite non relativistico è espressa dall'equazione di continuità, assume la seguente forma tensoriale:
{\displaystyle \partial _{\alpha }\cdot j=\partial _{a}j^{a}={\frac {\partial \rho }{\partial t}}+\nabla \cdot {\vec {j}}=0}
dove {\displaystyle \partial _{\alpha }} è il quadrigradiente, dato da:
{\displaystyle \partial _{\alpha }\ =\left({\frac {1}{c}}{\frac {\partial }{\partial t}},\nabla \right)\qquad \partial _{a}j^{a}=\sum _{i=0}^{3}\partial _{i}j^{i}}
In relatività generale la quadricorrente è definita come la divergenza del vettore spostamento elettromagnetico, dato da:
{\displaystyle {\mathcal {D}}^{\mu \nu }\,=\,{\frac {1}{\mu _{0}}}\,g^{\mu \alpha }\,F_{\alpha \beta }\,g^{\beta \nu }\,{\sqrt {-g}}\qquad j^{\mu }=\partial _{\nu }{\mathcal {D}}^{\mu \nu }}

## Pericolosità della corrente

Grafico in scala logaritmica dell'effetto della corrente alternata I di durata T passante dalla mano sinistra ai piedi, come indicato nella norma IEC 60479-1.
AC-1: non percepibile.
AC-2: percepibile ma senza reazioni muscolari.
AC-3: contrazione muscolare con effetti reversibili.
AC-4: possibili effetti irreversibili.
AC-4.1: fino al 5% di probabilità di fibrillazione ventricolare.
AC-4.2: 5-50% di probabilità di fibrillazione ventricolare.
AC-4.3: oltre al 50% di probabilità di fibrillazione ventricolare.

La soglia di percezione umana dell'intensità di corrente elettrica è circa di 0,5 mA in modalità di corrente alternata a frequenza di 50-60 Hz e di 2 mA in corrente continua. Si deve anche tenere conto che l'effetto di una determinata corrente elettrica varia non solo per l'intensità, ma anche per il tempo di persistenza.
Se teoricamente la tensione non è di per sé rilevante negli effetti sull'uomo, per essere attraversati da una corrente occorre comunque una tensione minima e questo implica che sotto i 50 Vac circa non si corrono rischi.
Con intensità di corrente maggiori a quelle specificate si producono nel corpo umano i seguenti effetti:
- Tetanizzazione muscolare: i muscoli sottoposti a una corrente elettrica subiscono una sequenza di stimoli elettrici. Non riuscendo a contrarsi e rilassarsi con la frequenza della corrente, i muscoli restano contratti permanentemente. Tale circostanza è particolarmente grave quando un oggetto in tensione viene impugnato, poiché la tetanizzazione paralizza i muscoli impedendone il rilascio. La massima corrente per la quale si riesce a lasciare la presa viene chiamata corrente di rilascio e si aggira sui 10-30 mA a frequenza industriale. La contrazione muscolare si interrompe quando finisce il passaggio della corrente.
- Arresto respiratorio: tetanizzazione dei muscoli respiratori quando il contatto interessa la regione toracico-polmonare. Comporta ipossia quindi danni al cervello dopo pochi minuti.
- Fibrillazione ventricolare: un'intensità di corrente alternata sufficientemente elevata (>50 mA) che interessi la regione toracica può provocare la perdita di coordinamento dei muscoli cardiaci, così il cuore non riesce più a pompare sangue causando ipossia e danni al cervello (per raggiungere un'intensità del genere è necessaria un'alta tensione).
- Arresto cardiaco: se la corrente interessa il torace, può fermare il cuore, provocando un arresto cardiaco.
- Ustione: sono dovute all'elevata densità di corrente elettrica tra cute e conduttore in tensione che, per effetto Joule, porta ad elevate temperature ed è quindi capace di provocare gravi ustioni.

Si definisce soglia media di pericolosità (p) per una intensità di corrente pari a:
{\displaystyle I_{p}=I_{0}+{q \over \Delta t}}
dove {\displaystyle I_{p}} è l'intensità di corrente pericolosa e {\displaystyle \Delta t} il tempo di permanenza. Essa individua il limite al di sotto del quale la corrente è percepibile ma non pericolosa. Al di sopra di esso la corrente deve considerarsi potenzialmente pericolosa.
I parametri dell'equazione si possono assumere, a frequenza industriale:
{\displaystyle I_{0}=10\div 30\,\mathrm {mA} \qquad Q=10\,\mathrm {mC} }
Per quanto riguarda i limiti di tensione, il corpo umano presenta prevalentemente un comportamento resistivo: la tensione {\displaystyle U_{p}=R_{u}\cdot I_{p}}, che corrisponde alla corrente pericolosa, è di difficile definizione perché la resistenza del corpo può variare in un campo molto ampio, dipendendo da molteplici fattori quali i punti di contatto, l'estensione del contatto, la pressione, lo spessore della pelle e il suo grado di umidità. Si assume {\displaystyle R_{u}>2\,k\Omega }, per questo motivo non vengono ritenute pericolose tensioni sinusoidali con valore efficace U < 50 V e tensioni continue con U < 120 V, applicate per un tempo illimitato.
Una persona può venire a contatto con parti in tensione, e quindi subire gli effetti del passaggio di corrente mediante contatto diretto oppure contatto indiretto. Quindi per evitare ciò si devono attuare delle contromisure imposte dalla norma vigente (norme CEI).
La protezione contro i contatti diretti si attua prevenendo i contatti accidentali con le parti in tensione:
- isolamento delle parti attive con materiale isolante non removibile,
- involucri o barriere tali da impedire ogni contatto con le parti in tensione,
- ostacoli o distanziatori,
- interruttori differenziali ad alta sensibilità, con correnti differenziali di soglia di Is ≤30 mA

La protezione contro i contatti indiretti si realizza nei seguenti modi:
- Messa a terra delle masse,
- Interruzione automatica dell'alimentazione tramite interruttori differenziali,
- Doppio isolamento delle apparecchiature,
- Separazione elettrica

Schema riassuntivo degli effetti della corrente per tempi di contatto prolungato:
| Valori di corrente | Definizione             | Effetti |
| ------------------ | ----------------------- | --- |
| 1-3 mA             | Soglia di percezione    | Non si hanno rischi o pericoli per la salute. |
| 3-10 mA            | Elettrificazione        | Produce una sensazione di formicolio più o meno forte e può provocare movimenti riflessi.                                                                                         |
| 10 mA              | Tetanizzazione          | Si hanno contrazioni muscolari. Se la parte in tensione è stata afferrata con la mano si può avere paralisi dei muscoli, rendendo difficile il distacco.                          |
| 25 mA              | Difficoltà respiratorie | Si hanno a causa della contrazione di muscoli addetti alla respirazione, e del passaggio di corrente per i centri nervosi che sovrintendono alla funzione respiratoria.           |
| 25-30 mA           | Asfissia                | La tetanizzazione dei muscoli della respirazione, può essere tale da provocare la morte per asfissia.                                                                             |
| 60-75 mA           | Fibrillazione           | Se la corrente attraversa il cuore può alterarne il regolare funzionamento, provocando una contrazione irregolare e disordinata delle fibre cardiache che può portare alla morte. |